# Хаэмуас
Хаэмуа́с (Хаэмуасет; древнеегипетское «Воссиявший над Фивами»; ? — ок. 1224 до н. э.) — древнеегипетский царевич (наследник престола между 1228 и 1224 годами до н. э.) из XIX династии, один из старших (и наиболее известных) сыновей фараона Рамсеса II и царицы Иситнофрет (Иситнофрет I); верховный жрец мемфисского бога Птаха.
За масштабные работы по восстановлению и расширению храмов и других памятников древних фараонов и знати Хаэмуаса иногда называют «первым египтологом» (по аналогии с «первым шумерологом» — вавилонским царём Набонидом).

## Биография
Четвёртый сын Рамсеса II и второй царицы Иситнофрет Хаэмуас родился в правление своего деда Сети I. В 5-летнем возрасте принимал участие в военной кампании в Нубию, как показано в сцене из нубийского храма в Бейт эль-Вали: царевич стоит в одной колеснице с первенцем фараона Амонхерхопшефом (от Нефертари Меренмут) рядом с отцом и сводными братьями на боевых колесницах, отправляющихся в нубийский поход.
На 16 году правления Рамсеса II (1274 год до н. э.) Хаэмуас порвал с военной карьерой и стал служителем Птаха, наследовав пост Дидиа. Уже через девять лет, в 1265 году до н. э. он был уже верховным жрецом этого бога. Вероятно, таким назначением Рамсес II пытался усилить мемфисское жречество Птаха, чтобы уравновесить непомерную мощь фиванской жреческой иерархии Амона.
После смерти своего родного брата царевича Рамсеса, на 50-м году правления Рамсеса II Хаэмуаса официально объявили наследником престола. Через 5 лет, как и 12 его братьев Хаэмуас скончался раньше отца. Новым наследником престола назначили 50-летнего Мернептаха, кто в 1224 году до н. э. взошёл на престол.
Хаэмуас, как верховный жрец Мемфиса, должен был быть похоронен в Саккаре или Гизе. По крайней мере, в исследованной Кентом Уиксом усыпальнице KV5, где были обнаружены мумии 52 сыновей Рамсеса II, тело Хаэмуаса отсутствовало, а вероятность того, что египетского царевича можно отождествить с мумией мужчины средних лет, найденной в 1851 году в Серапеуме, низка.

## Семья
Супругу Хаэмуаса, по видимости, звали Нубнофрет; известны трое их детей — Рамсес, Хори I и Иситнофрет III. Рамсес и Хори продолжили дело отца и стали жрецами Птаха, причём Хори I наследовал преемнику отца Парахотепу в качестве верховного жреца Птаха. Потомки Хаэмуаса, которых условно можно назвать Хаэмуасидами, занимали видные государственные и религиозные посты в период правления Рамессидов.

## Культовая деятельность и строительство
В компетенцию Хаэмуаса как верховного жреца Птаха входили управление государственными культами Птаха, Ра, Осириса, Аписа и Сокара и заведование строительными работами в стране, а также общее руководство царскими ремесленниками, зодчими, скульпторами и ювелирами. Под началом Хаэмуаса, помимо прочих, сооружались Рамессеум, карнакский гипостильный зал в храме Амона-Ра, большой храм Птаха в Мемфисе и столица фараона Пер-Рамсес. Предварительно определив их состояние, он провёл реставрацию и существенное обновление храмовых комплексов, святынь, усыпальниц и пирамид Мемфиса и близлежащих населённых пунктов. В числе восстановленных при участии сына Рамсеса II строений были пирамида фараона V династии Униса в Саккаре, сооружения Шепсескафа, Сахура и Ниусерра Ини. На восстановленной статуе одного из царевичей Древнего царства Хаэмуас отметил, что все эти действия были мотивированы стремлением «отдать честь» усопшим предшественникам. Хаэмуас также проводил изучение библиотек и настенных надписей восстанавливаемых храмов, составлял каталоги царских и храмовых библиотек.
Хаэмуас отвечал также за проведение церемоний хеб-сед — комплекса ритуальных мероприятий, призванных восстановить силы фараона в определённый срок после его восхождения на престол. В ранние периоды истории хеб-сед проводился на 30-м году правления фараона, но в периоды Среднего и Нового царств наметился отход от такой традиции, и Рамсес II за своё длительное (67-летнее) правление участвовал в 11 подобных церемониях. 9 из них организовал Хаэмуас.
В ознаменование очередных церемоний хеб-сед царевич установил памятные стелы в Асуане (24-30 год правления) и Гебель эс-Сильсиле (33-34 годы правления), на которых фараон Рамсес изображён со своими детьми от Иситнофрет.
После смерти быка Аписа, посвящённого Птаху, на 30-м году правления Рамсеса II, Хаэмуас распорядился похоронить священное животное не в отдельной гробнице, как это делали его предшественники, а в усыпальнице предыдущего Аписа. Огюст Мариетт, обнаруживший гробницу, нашёл в ней мумию быка с золотыми украшениями, носящими имена Рамсеса II и Хаэмуаса. Затем по приказу Хаэмуаса было построено общее захоронение быков-Аписов, впоследствии известное как Серапеум. После того, как в 1235 году до н. э. здесь впервые поместили мумию Аписа, эта традиция не прерывалась на протяжении более, чем тысячелетия.

## Образ в фольклоре
За свои учёность и мудрость Хаэмуас оставил после себе память как о величайшем мудреце и чародее, что нашло своё отображение в постоянном упоминании его имени рядом с именем отца и цикле популярных художественных сказаний о Сатни-Хаэмуасе, распространённых в позднеегипетской литературе вплоть до греко-римского периода. До наших дней дошли лишь два папируса (Птолемеев папирус № 30646 из Каирского музея; римский папирус № 604 из Британского музея) с фрагментами сказаний.

## Комментарии
1. ↑  Хаэмуаса не следует путать с его тёзкой, сыном Рамсеса III (этот фараон, стремясь подражать Рамсесу II, давал своим детям те же имена, что и его предшественник).